# Forfexicaris
Forfexicaris é um gênero de artrópodes bivalves nektônicos do período Cambriano.

## Descrição
Forfexicaris tinha cerca de 1,5 cm de comprimento. Este gênero possuí uma semelhança com os crustáceos, embora Forfexicaris não seja considerado um crustáceo devido à sua morfologia. Forfexicaris possuía um par de "grandes apêndices". Ao contrário de Occacaris, um parente próximo, o tronco de Forfexicaris não se expandia além de sua carapaça.